# Municipio de Gibson (condado de Susquehanna)
El municipio de Gibson (en inglés: Gibson Township) es un municipio ubicado en el condado de Susquehanna en el estado estadounidense de Pensilvania. En el año 2000 tenía una población de 1.129 habitantes y una densidad poblacional de 13 personas por km².

## Geografía
El municipio de Gibson se encuentra ubicado en las coordenadas 41°44′00″N 75°37′59″O / 41.73333, -75.63306.

## Demografía
Según la Oficina del Censo en 2000 los ingresos medios por hogar en la localidad eran de $37,232 y los ingresos medios por familia eran $45,000. Los hombres tenían unos ingresos medios de $32,279 frente a los $25,938 para las mujeres. La renta per cápita para la localidad era de $18,493. Alrededor del 9,0% de la población estaban por debajo del umbral de pobreza.